# Нежково
Не́жково (бел. Нежкава) — деревня в составе Ректянского сельсовета Горецкого района Могилёвской области Республики Беларусь.

## Население
- 1999 год — 79 человек
- 2010 год — 35 человек